# Perninae
De Perninae (wespendieven en verwanten) vormen een onderfamilie van havikachtigen (Accipitridae). Over de indeling van onderfamilies bestaat geen consensus. Volgens Catanach et al, 2024 kunnen de hierna volgende geslachten daartoe gerekend worden:
- Geslacht Aviceda
- Geslacht Chondrohierax
- Geslacht Elanoides
- Geslacht Eutriorchis
- Geslacht Hamirostra
- Geslacht Henicopernis
- Geslacht Leptodon
- Geslacht Lophoictinia
- Geslacht Pernis (wespendieven)

Echte haviken en sperwers (Accipitrinae) · Gieren van de Oude Wereld (Aegypiinae) · Echte arenden (Aquilinae) · Buizerdachtigen (Buteoninae) · Slangenarenden (Circaetinae) · Kiekendieven (Circinae) · Grijze wouwen en verwanten (Elaninae) · Gieren van de Oude Wereld (Gypaetinae) · Tandwouw en verwanten (Harpaginae) · Harpij-achtigen (Harpiinae) · Grijskophavik en verwanten (Lophospizinae) · Zanghaviken (Melieraxinae) · Wespendieven en verwanten (Perninae)